# صحار (صحار)
صُحَار منطقة سكنية تقع في محافظة شمال الباطنة في سلطنة عمان. يقدر عدد سكانها بـ 129765 نسمة حسب إحصاء عام 2010 التابع للمركز الوطني للإحصاء والمعلومات الحكومي. رمز المنطقة هو 60100000.

## الموقع الجغرافي
تقع صحار على الساحل الشمالي لعمان، وهي تطل على بحر عمان، مما جعلها مركزًا تجاريًا بحريًا مهمًا منذ القدم. ساهم موقعها الاستراتيجي في كونها محطة رئيسية للتبادل التجاري مع دول آسيا وأفريقيا، وكانت مرفأً هامًا لتجارة النحاس والتوابل والحرير.

## تاريخ صحار
كانت عاصمة لسلطنة عمان قبل الإسلام. وعرفت صحار منذ العصور القديمة، ويعود تاريخها إلى آلاف السنين. كانت مركزًا لحضارات متعاقبة مثل الحضارة السومرية والحضارة الفارسية. خلال فترة الحضارة الإسلامية، ازدهرت صحار وأصبحت مركزًا علميًا وتجاريًا بارزًا، ولُقِّبَت بـ”عروس الساحل”. زارها العديد من الرحالة والمؤرخين مثل ابن بطوطة وماركو بولو، وذكروا ازدهارها ودورها التجاري الحيوي.
تشتهر صحار بإنتاج النحاس، والذي كان يُصدر إلى مناطق مختلفة من العالم القديم. ساهمت الحرف اليدوية التقليدية، مثل صناعة السفن وتجارة اللبان والتمور، في تطور الحضارة المحلية وتوفير فرص عمل للسكان.

## الاكتشافات التاريخية
وُجِد في ولاية صُحار على العديد من الاكتشافات التاريخية التي تعكس غنى تاريخها وثقافتها. أبرزها الآثار القديمة، حيث تم العثور على العديد من المواقع الأثرية التي تعود إلى العصور القديمة، مثل بقايا القلاع والمباني القديمة التي تشير إلى وجود حضارات مزدهرة في المنطقة. كما تم العثور على معالم تاريخية كانت ولا زالت من أبرز المواقع في صحار وهي قلعة صحار، التي تُعتبر من أبرز المعالم الأثرية، حيث تعود إلى القرن السابع عشر وقد تم ترميمها لتصبح وجهة سياحية. وتم العثور على المقابر الأثرية وتعود إلى العصور الإسلامية والجاهلية، مما يوفر معلومات حول العادات والتقاليد الجنائزية في تلك الفترات. وفي جانب الحياة اليومية فقد تم العثور على الفخار والأدوات التي تستعمل يوميا تعود لعدة قرون، مما يدل على الحياة الأنشطة الاقتصادية للسكان في تلك الفترة. ومما يشير إلى أن ولاية صحار كانت نشطة في التجارة، فقد عُثِرَ على الموانئ القديمة، والتي تشير إلى نشاط التجارة قديما، حيث كانت تستخدم للتجارة البحرية، مما يعكس أهمية صحار كمركز تجاري في العصور القديمة، ودورها في التاريخ العماني والإقليمي.

## اقتصاد صحار
في الوقت الحاضر، لا تزال صحار مركزًا اقتصاديًا هامًا بفضل ميناء صحار الصناعي الذي يسهم في تعزيز التجارة الإقليمية والدولية. يضم الميناء منشآت صناعية وتكرير النفط وصناعات تحويلية تجعل من صحار محورًا اقتصاديًا في عمان.
ويُعتبر واحدًا من أهم الموانئ في سلطنة عمان، وله تاريخ طويل يعود إلى العصور القديمة. فقد كان ميناء صحار مركزًا تجاريًا رئيسيًا في العصور القديمة، حيث كان يُستخدم لتجارة التوابل واللؤلؤ والمواد الأخرى. مما جعل هذه الولاية تُعتبر بوابة بين الشرق والغرب. ويقع الميناء على ساحل بحر عمان، مما يجعله نقطة استراتيجية للتجارة البحرية. موقعه الجغرافي ساهم في ازدهاره كمركز تجاري. وتم تطوير ميناء صحار في السنوات الأخيرة ليصبح ميناءً حديثًا ومتكاملًا. يحتوي على مرافق متطورة لاستيعاب السفن الكبيرة ويُستخدم في نقل البضائع والسلع. ويلعب الميناء دورًا مهمًا في الاقتصاد العماني، حيث يُستخدم لنقل النفط والغاز والمنتجات الصناعية، بالإضافة إلى تعزيز التجارة المحلية والدولية. وتم تحسين البنية التحتية للميناء ليكون قادرًا على التعامل مع مختلف أنواع الشحن، مما يسهل حركة البضائع ويساهم في النمو الاقتصادي للمنطقة. بفضل تاريخه الغني وتطوره المستمر، يُعتبر ميناء صحار رمزًا للتجارة والازدهار في عمان.

## الوصلات الخارجية
- المركز الوطني للإحصاء والمعلومات، سلطنة عمان